# Leichtathletik-Europameisterschaften 1998/Speerwurf der Frauen

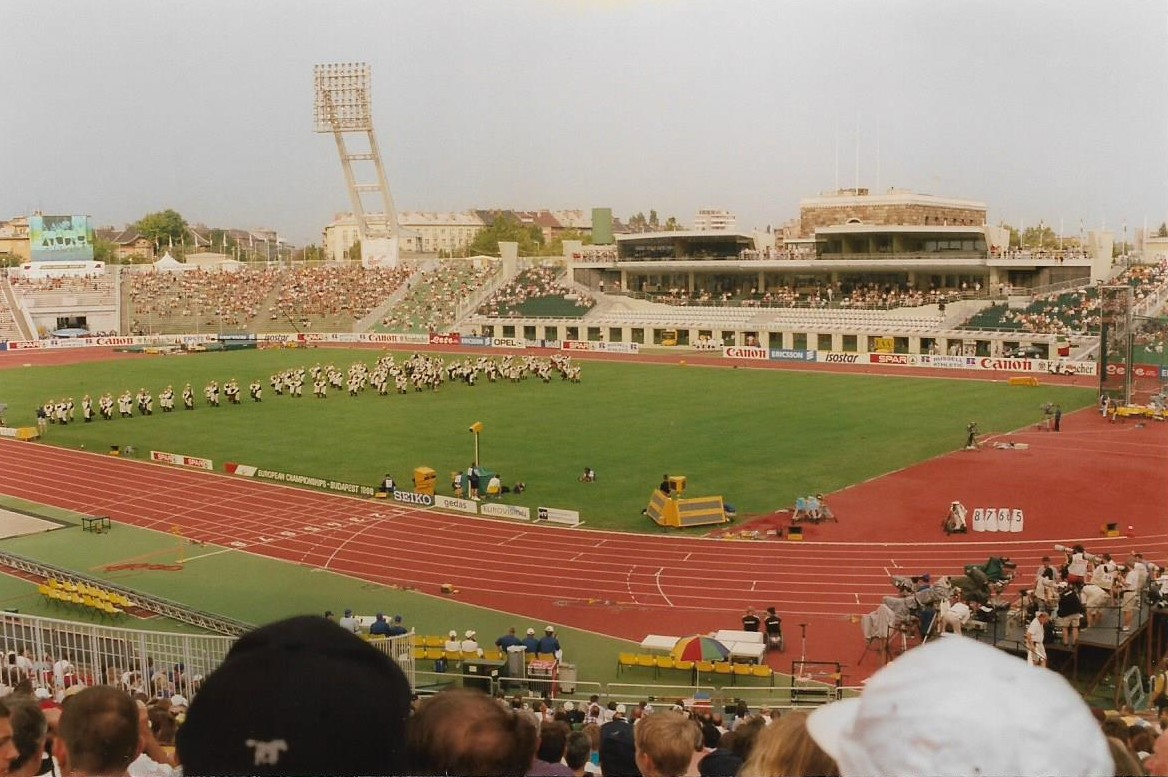
Das Népstadion von Budapest im Jahr 1998

Der Speerwurf der Frauen bei den Leichtathletik-Europameisterschaften 1998 wurde am 18. und 19. August 1998 im Népstadion der ungarischen Hauptstadt Budapest ausgetragen.
Zum letzten Mal bei einer großen internationalen Meisterschaft wurde hier mit dem alten Speer geworfen. Ab 1999 kam ein Wurfgerät mit einem nach weiter nach vorne verlagerten Schwerpunkt zum Einsatz, der eindeutigere Auftreffmarken hinterließ. Die damit erzielten Weiten wurden außerdem kürzer als mit dem bisherigen Speer.
Europameisterin wurde die deutsche WM-Dritte von 1997 Tanja Damaske. Die Russin Tatjana Schikolenko gewann die Silbermedaille. Bronze ging an die finnische WM-Dritte von 1995 Mikaela Ingberg.

## Bestehende Rekorde
| Weltrekord           | 80,00 m | Petra Felke      | Potsdam, DDR (heute Deutschland) | 9. September 1988 |
| Europarekord         | 80,00 m | Petra Felke      | Potsdam, DDR (heute Deutschland) | 9. September 1988 |
| Meisterschaftsrekord | 77,44 m | Fatima Whitbread | EM Stuttgart, BR Deutschland     | 29. August 1986   |

Der bestehende EM-Rekord wurde bei diesen Europameisterschaften nicht erreicht. Die größte Weite erzielte die deutsche Europameisterin Tanja Damaskeim Finale in ihrem ersten Versuch mit 69,10 m, womit sie 8,34 m unter dem Rekord blieb. Zum Welt- und Europarekord fehlten ihr 10,90 m.
Durch den ab 1999 eingesetzten Speer mit einem weiter vorne liegenden Schwerpunkt gab es nach diesen Europameisterschaften neue Speerwurfrekorde.

## Legende
Kurze Übersicht zur Bedeutung der Symbolik – so üblicherweise auch in sonstigen Veröffentlichungen verwendet:
| NM  | keine Weite (no mark) |
| ogV | ohne gültigen Versuch |
| –   | verzichtet            |
| x   | ungültig              |

## Qualifikation
18. August 1998
Zwanzig Wettbewerberinnen traten in zwei Gruppen zur Qualifikationsrunde an. Sechs von ihnen (hellblau unterlegt) übertrafen die Qualifikationsweite für den direkten Finaleinzug von 61,00 m. Damit war die Mindestzahl von zwölf Finalteilnehmerinnen nicht erreicht. Das Finalfeld wurde mit den sechs nächstplatzierten Sportlerinnen (hellgrün unterlegt) auf zwölf Werferinnen aufgefüllt. So mussten schließlich 59,85 m für die Finalteilnahme erbracht werden.

### Gruppe A
| Platz | Name                | Nation      | Weite (m) |
| ----- | ------------------- | ----------- | --------- |
| 1     | Mikaela Ingberg     | Finnland    | 64,59     |
| 2     | Trine Hattestad     | Norwegen    | 62,55     |
| 3     | Tatjana Schikolenko | Russland    | 62,10     |
| 4     | Nikolett Szabó      | Ungarn      | 60,64     |
| 5     | Ewa Rybak           | Polen       | 60,34     |
| 6     | Rita Ramanauskaitė  | Litauen     | 60,26     |
| 7     | Taina Uppa          | Finnland    | 58,01     |
| 8     | Dörte Barby         | Deutschland | 57,12     |
| 9     | Nadine Auzeil       | Frankreich  | 52,21     |
| NM    | Aysel Tas           | Türkei      | ogV       |

### Gruppe B
| Platz | Name                   | Nation       | Weite (m) |
| ----- | ---------------------- | ------------ | --------- |
| 1     | Steffi Nerius          | Deutschland  | 66,04     |
| 2     | Mirela Manjani         | Griechenland | 65,14     |
| 3     | Felicia Țilea-Moldovan | Rumänien     | 61,96     |
| 4     | Heli Rantanen          | Finnland     | 60,90     |
| 5     | Tanja Damaske          | Deutschland  | 60,63     |
| 6     | Claudia Coslovich      | Italien      | 59,85     |
| 7     | Nikola Tomecková       | Tschechien   | 59.65     |
| 8     | Nadiya Kobryn          | Ukraine      | 57,70     |
| 9     | Agnes Preisinger       | Ungarn       | 55,92     |
| 10    | Eufemija Štorga        | Slowenien    | 53,73     |

## Finale
19. August 1998
| Platz | Name                   | Nation       | Weite (m) | Versuchsserien (m) | Versuchsserien (m) | Versuchsserien (m) | Versuchsserien (m)                          | Versuchsserien (m)                          | Versuchsserien (m)                          |
| Platz | Name                   | Nation       | Weite (m) | 1. Versuch         | 2. Versuch         | 3. Versuch         | 4. Versuch                                  | 5. Versuch                                  | 6. Versuch                                  |
| ----- | ---------------------- | ------------ | --------- | ------------------ | ------------------ | ------------------ | ------------------------------------------- | ------------------------------------------- | ------------------------------------------- |
| 1     | Tanja Damaske          | Deutschland  | 69,10     | 69.10              | x                  | 62,24              | –                                           | x                                           | 64,51                                       |
| 2     | Tatjana Schikolenko    | Russland     | 66,92     | 65,66              | 58,33              | 64,04              | 61,10                                       | 63,93                                       | 66,92                                       |
| 3     | Mikaela Ingberg        | Finnland     | 64,92     | 58,77              | 62,32              | 64,92              | x                                           | 63,10                                       | x                                           |
| 4     | Trine Hattestad        | Norwegen     | 63,16     | 63,16              | x                  | x                  | x                                           | 61,06                                       | 62,77                                       |
| 5     | Heli Rantanen          | Finnland     | 62,34     | 57,38              | 62,34              | 61,90              | 61,55                                       | –                                           | x                                           |
| 6     | Steffi Nerius          | Deutschland  | 62,08     | 60,35              | x                  | 62,08              | 60,01                                       | x                                           | x                                           |
| 7     | Claudia Coslovich      | Italien      | 60,73     | 60,73              | 58,33              | x                  | 55,77                                       | x                                           | x                                           |
| 8     | Nikolett Szabó         | Ungarn       | 60,56     | 58,95              | x                  | 59,05              | x                                           | 59,76                                       | 60,56                                       |
| 9     | Mirela Manjani         | Griechenland | 58,65     | 58,65              | 56,53              | 56,13              | nicht im Finale der besten acht Werferinnen | nicht im Finale der besten acht Werferinnen | nicht im Finale der besten acht Werferinnen |
| 10    | Felicia Țilea-Moldovan | Rumänien     | 58,30     | 58,30              | x                  | x                  | nicht im Finale der besten acht Werferinnen | nicht im Finale der besten acht Werferinnen | nicht im Finale der besten acht Werferinnen |
| 11    | Rita Ramanauskaitė     | Litauen      | 57,11     | 55,53              | 55,32              | 57,11              | nicht im Finale der besten acht Werferinnen | nicht im Finale der besten acht Werferinnen | nicht im Finale der besten acht Werferinnen |
| 12    | Ewa Rybak              | Polen        | 56,65     | 56,65              | 53,08              | x                  | nicht im Finale der besten acht Werferinnen | nicht im Finale der besten acht Werferinnen | nicht im Finale der besten acht Werferinnen |

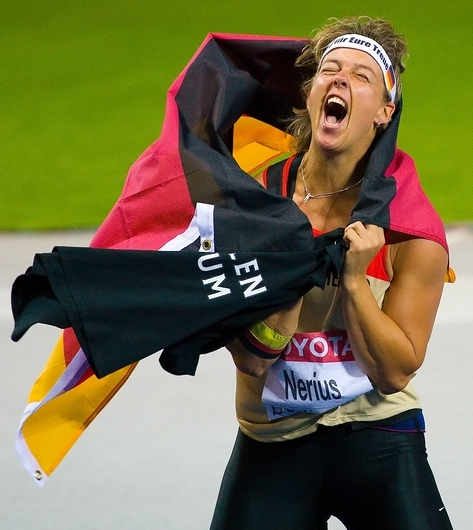
Steffi Nerius erreichte Platz sechs – später errang sie zahlreiche internationale Medaillen und Titel, auf dem Foto nach ihrem WM-Sieg 2009
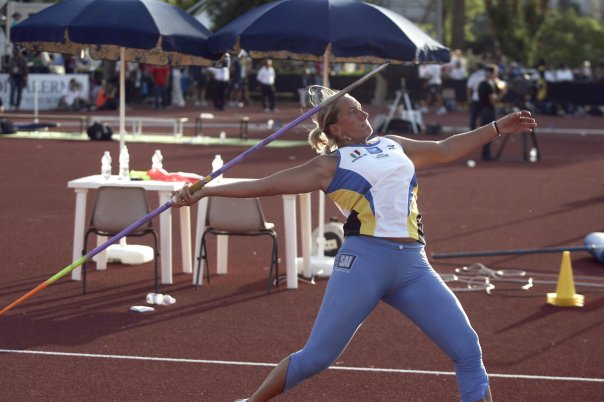
Claudia Coslovich kam auf den siebten Platz
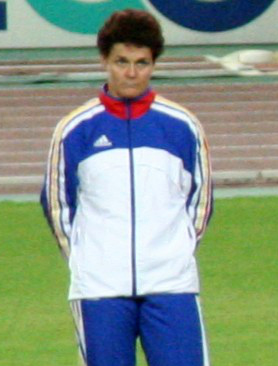
Felicia Țilea-Moldovan belegte Rang zehn – nach einer zweijährigen Dopingsperre im Nachgang der Europameisterschaften 1990[2] war sie 1994 EM-Dritte und 1995 WM-Zweite